# ヘラシダ
ヘラシダは、細長い単葉をつけるシダである。やや湿ったところに群生する。

## 特徴
ヘラシダ(Diplazium subsinuatum (Wall. ex Hook et Grev.) Tagawa)は、シダ植物門イワデンダ科ヘラシダ属のシダである。細長い単葉の葉をつける。名前も単葉の葉を篦に見立てたものである。
茎は細長く、地表を這い、黒っぽい鱗片をつけ、間隔を開けて葉をつける。葉は単形で、はっきりした葉柄がある。葉柄は長さ数cmから20cmくらいまで、褐色を帯び、基部のほうが濃い色になる。基部の方には鱗片がついているが、先の方は無毛。葉身は単葉で、小さいものは長さ10cm位で披針形、長い場合は30cm程になり線形、先端は細くなってその先が尖って突き出し（鋭尖頭）、基部は細くなって丸くなり、葉柄との区別ははっきりしている。縁はやや波打つ。葉質は厚くて革質、表面には艶があり、濃緑色。裏面はやや色が薄い。
葉の裏面には、ほぼ全体に胞子のう群が並ぶ。胞子のう群は細長く、葉脈の側脈に沿って主脈の両側に矢筈状に並ぶ。長さには長短があるが、主脈近くから始まり、葉縁近くに達する。包膜は細長くて胞子のう群を覆う。包膜は多くは下側で葉に接続し、上側に開くが、まばらに二本の胞子のう群が背中合わせ状態になったものが混じる。

## 分布など
本州南部、四国、九州、琉球列島に分布する。国外では朝鮮、中国、台湾から東南アジアを経てインド、スリランカ、ネパールまで分布する。
山間部の森林内からやや開けた二次林まで、特に谷間の水辺や川の近くの斜面など、やや湿ったところ、それも傾斜のあるところに多く、往々にして大きな群落を作り、一面に密生する。

## 利用
ほとんど無い。

## 類似種
最もよく似ているのは近縁種のノコギリヘラシダ(D. tomitaroanum Masam.)で、全体に非常によく似ているが、葉縁が大きな鋸歯を持ち、特に葉の基部近くでは深く切れ込む。本州南岸から四国、九州、琉球、及び台湾に分布する。別属ながらよく似ているのがオオシケシダ属のヒトツバシケシダ(Deparia lobatocrenata (Tagawa) M. Kato)で、全体の形はノコギリヘラシダによく似ているが、葉にはやや二形があること、葉の基部近くでは羽辺が単羽状に分かれること、葉質が薄いことなどが異なる。
なお、ヘラシダ属は世界に400種、日本に30種程もあるおおきな属であるが、羽状複葉の普通のシダの形のものも多く、ヘラシダに似たものは日本では上記の種だけである。むしろ見かけ上はウラボシ科のものに似ていなくもないが、胞子のう群の形がはっきりと異なる。

## 画像資料

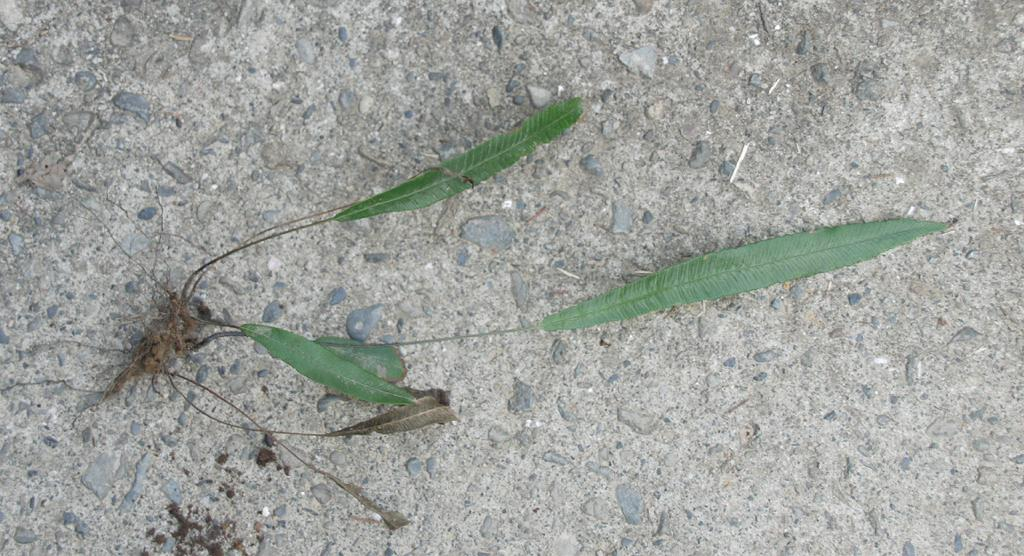
全草
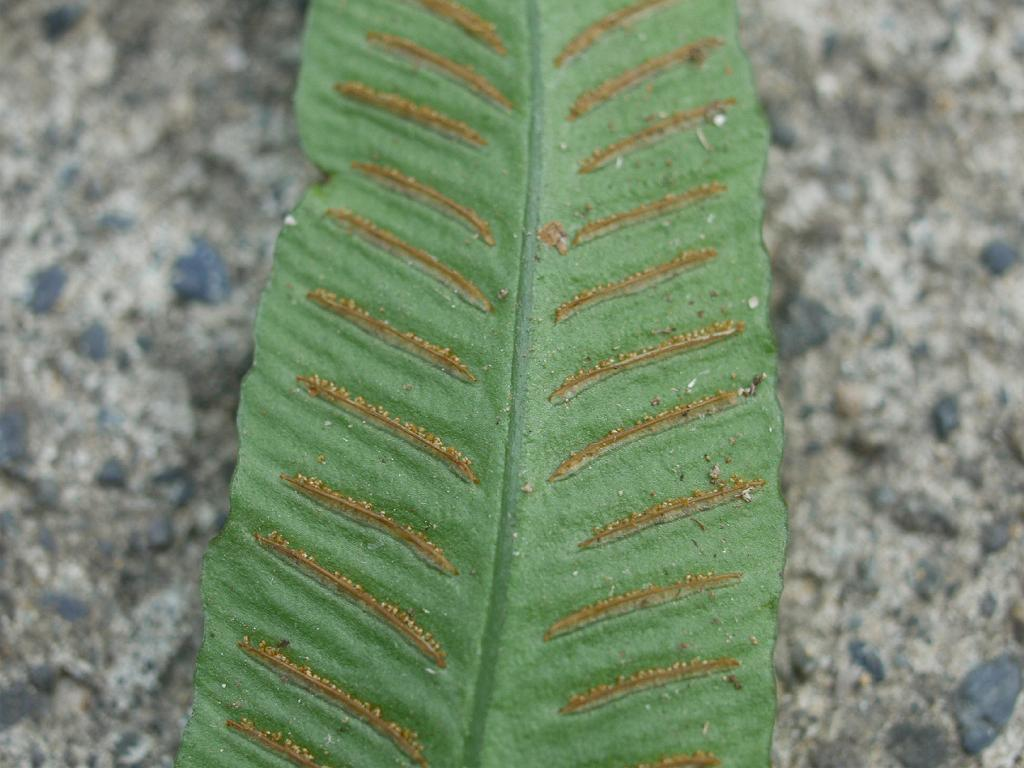
葉裏の胞子嚢群を示す
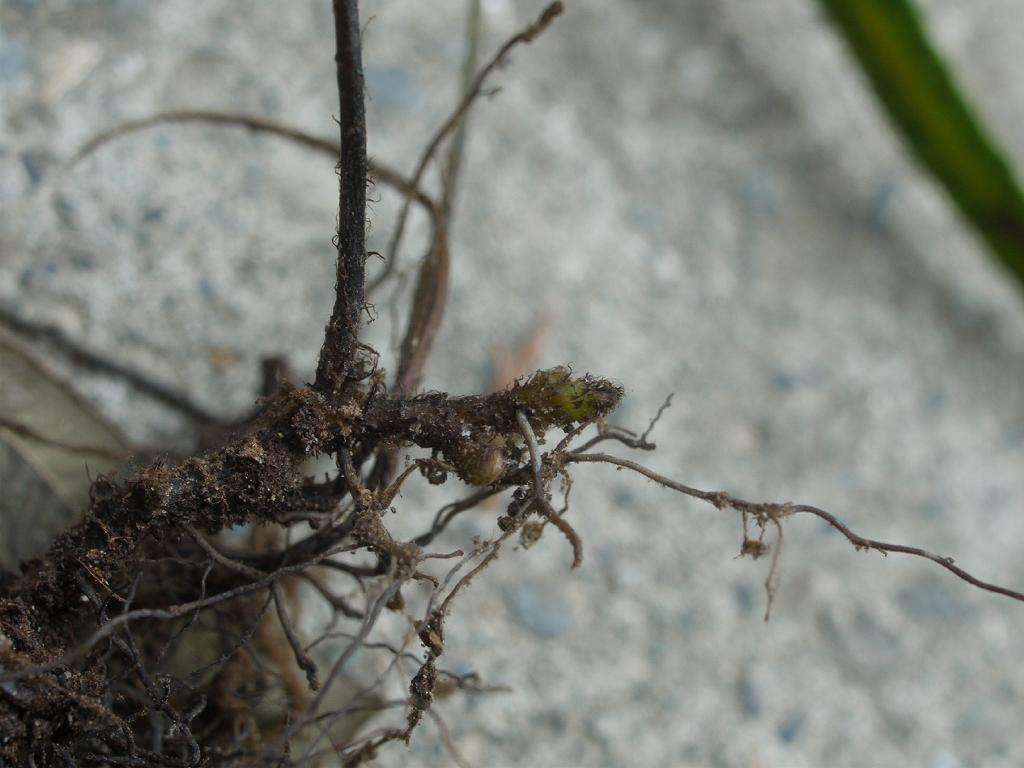
根茎
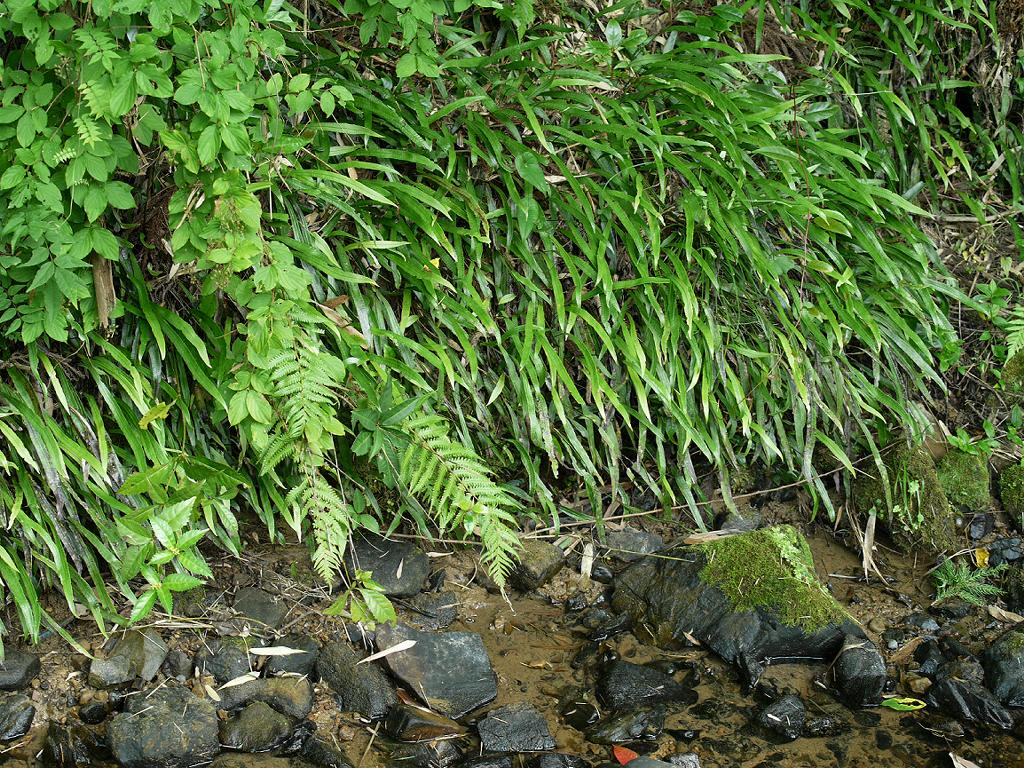
水際の群落